# Бромид иридия(I)
Бромид иридия(I) — неорганическое соединение,
соль иридия и бромистоводородной кислоты с формулой IrBr,
тёмно-коричневый порошок.

## Получение
- Разложение бромида иридия(III) при нагревании в токе бромоводорода:

{\displaystyle {\mathsf {IrBr_{3}\ {\xrightarrow {485^{o}C}}\ IrBr+Br_{2}}}}

## Физические свойства
Бромид иридия(I) образует тёмно-коричневый порошок, 
незначительно растворим в воде и растворах кислот и щелочей.